# Агуинага, Энрике
Энрике де Агуинага Лопес (исп. Enrique de Aguinaga López; 2 октября 1923, Вальверде-дель-Фресно — 16 апреля 2022, Мадрид) — испанский журналист, преподаватель и историк журналистики.
Родился в семье ветеринарного врача, близкого друга будущего политика и дипломата Феликса Гордона Ордаса. В 1941 году получил диплом учителя начальной школы, затем окончил Государственную школу журналистики (1946).
Начал журналистскую карьеру в 1947—1950 гг. как главный редактор нового журнала Hermandad (с исп. — «Братство»), имевшего подзаголовок «Национальный еженедельник испанских рабочих» (исп. Semanario nacional de los labradores españoles). В 1948—1966 гг. работал в официальном органе партии фалангистов, ежедневной газете Arriba, также дослужившись до главного редактора, в 1976—1979 гг. вернулся в газету как колумнист. В качестве колумниста сотрудничал также с развлекательной газетой Hoja del Lunes (1980—1986) и консервативно-католическим изданием Ya (1991—1992), выступал во многих других печатных изданиях, в 1952—1954 гг. также репортёр Испанского национального радио.
Преподавал в Государственной школе журналистики с 1953 года до её закрытия в 1975 году, в 1958—1962 гг. её секретарь. Одновременно преподавал в Школе церковной журналистики с 1962 года до её закрытия в 1973 году. Преподаватель факультета информационных наук Мадридского университета Комплутенсе с момента его создания в 1971 году до 1989 года (и затем ещё до 2003 года в качестве эмерита), в 1982 году получил докторскую степень. В 1988 году основал в университете Комплутенсе отдельную магистратуру по журналистике под эгидой газеты ABC и руководил ею до 2009 года — этот проект, по словам самого Агуинаги, позволил ему полностью составить программу обучения журналистике по собственному усмотрению.
На протяжении всей жизни много писал на мадридские городские темы, с 1952 г. участвовал в работе Института мадридских исследований, в 1998—2002 гг. его президент. Основатель (2006) и директор (до 2013 г.) журнала Ilustración de Madrid, в 2000—2011 гг. преподавал историю Мадрида в программе образования взрослых в Католическом университете Сан-Пабло. В 1976—1977 гг. генеральный секретарь Ассоциации мадридской прессы.
Автор ряда книг по истории и теории журналистики, а также об истории Мадрида, — в том числе: «Мадрид за четыре столетия» (исп. El Madrid de cuatro siglos; 1961), «Журналистика как профессия» (исп. Periodismo, profesión; 1980), «Эпистемология журналистской работы» (исп. Epistemología del ejercicio periodístico; 1984), «Научный аспект журналистики» (исп. Dimensión científica del periodismo; 1994) и т. д. Несколько книг Агуинаги посвящены Хосе Антонио Примо де Ривере.
Действительный член Королевской академии учёных Испании (1996).